# Санто Кондореллі
Санто Кондореллі (англ. Santo Condorelli, 17 січня 1995) — канадський плавець.
Учасник Олімпійських Ігор 2016 року.
Призер Чемпіонату світу з водних видів спорту 2015 року.
Призер Чемпіонату світу з плавання на короткій воді 2018 року.
Призер Панамериканських ігор 2015 року.